# البيضين (قرية)
البيضين هي قرية من القرى الواقعة في مركز حلي أو ما يعرف (حلي بن يعقوب) التابع لمحافظة القنقذة في السعودية..ويسكنها قبيلة المشاييخ الاشراف

## الموقع
تقع جنوب وادي حلي غرب الخط الدولي يحدها من الشمال مخطط الفريق والسلامة ومن الجنوب العصامي.